# Pedagogiskt utvecklingscentrum Dalarna
Pedagogiskt utvecklingscentrum Dalarna (PUD) är Högskolan Dalarnas Regionala utvecklingscentrum (RUC). Rådet för Pedagogiskt Utvecklingscentrum Dalarna (PUD-rådet) är Högskolan Dalarnas och kommunernas gemensamma organ för skolutveckling och lärarutbildning. Till PUD-rådet är samtliga kommuner i Dalarnas län anslutna via medlemskap, ett antal kommuner i Örebro, Västmanlands, Gävleborgs län samt några fristående gymnasie- och grundskolor. Rådets ledamöter, som i första hand utgörs av skolchefer, förvaltningschefer eller motsvarande, utses av PUD:s medlemsorganisationer, vilka inom sig utser ett Arbetsutskott (AU).